# Hrihor
Hrihor Saamunherihor velekněz Amona generál v době vlády Ramesse XI., v letech 1080–1074 př. n. l. byl vládcem v Thébách, asi v desátém roce vlády Ramesse XI. ovládl Théby a přisvojil si královské atributy. Za manželku měl Nedjemet I. pravděpodobnou sestru Ramesse XI. Záznamy o jeho vládě v Thébách jsou v chrámu zasvěceném bohu Chnumovi.

## Historický kontext

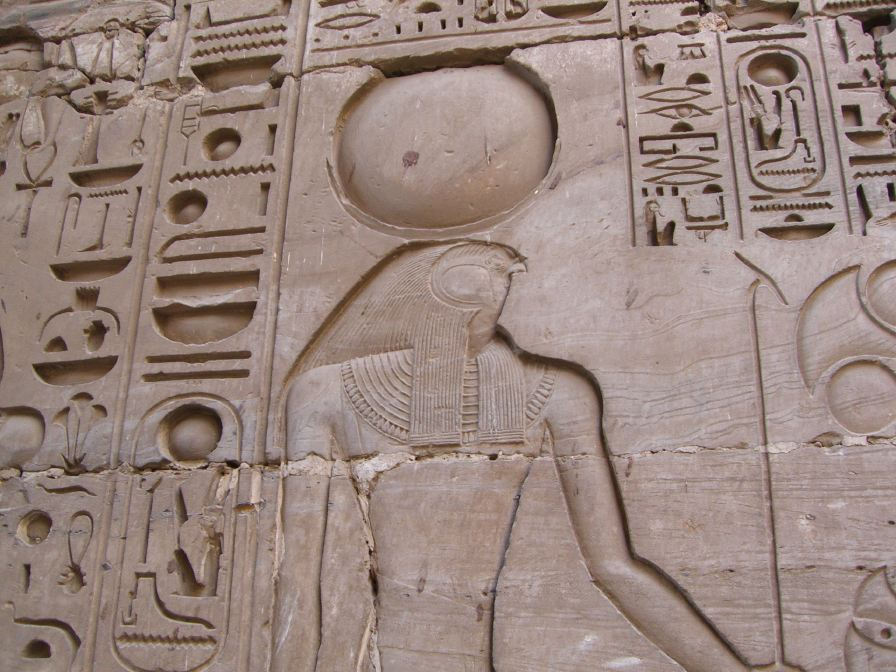
Bůh Chnum v chrámu

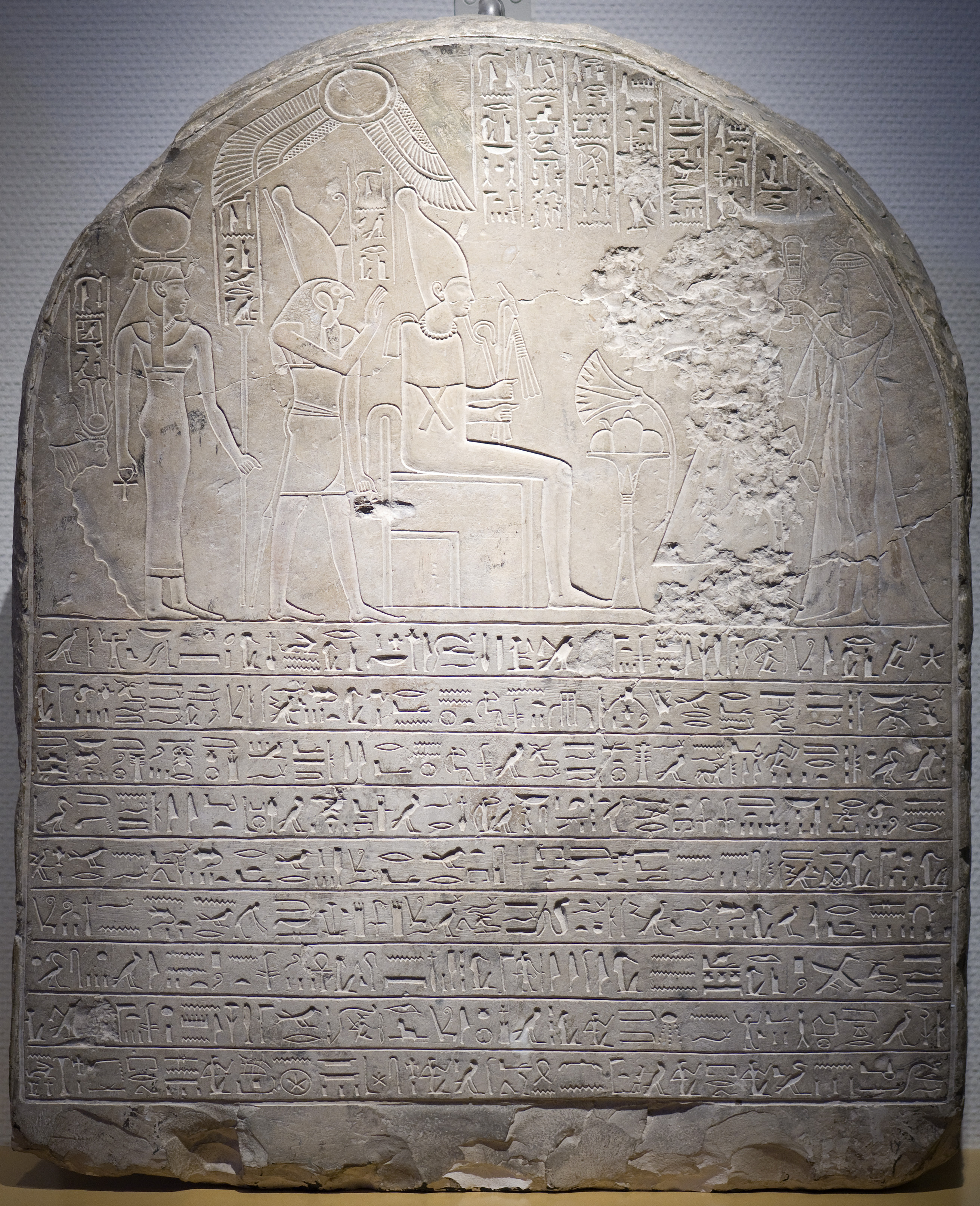
Relief Hrihor s ženou Nedjemet, poničená stéla Leiden V65; Rijksmuseum van Oudheden

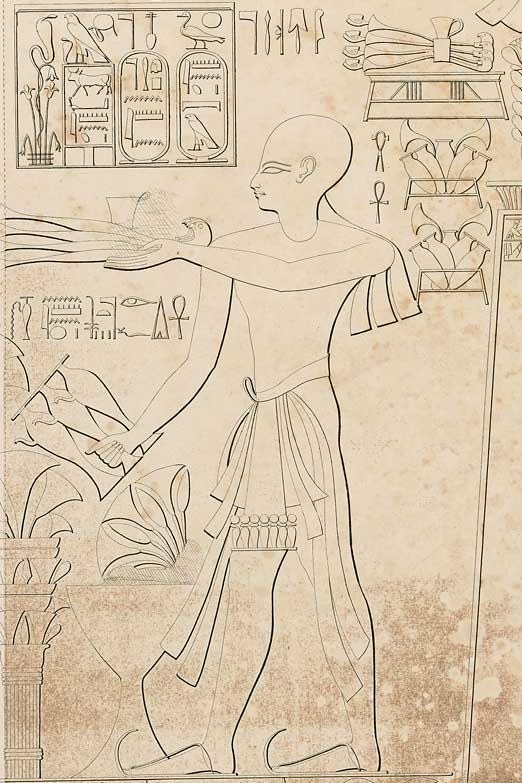
Relief Hrihor v chrámu Chnuma

V počátku období, které se označuje jako Třetí přechodná doba, sehrály Théby se svými chrámovými komplexy, strukturou kněží, služebníků Amonava kultu a dlouhodobě nashromážděnému bohatstvím, a to nejen pozemkového vlastnictví a výnosů z nich, ale také další jako je zlato, stříbro, kadidlo, které jako dary Amonovi dával chrámu faraon. Podrobná inventarizace majetku chrámů je shrnuta v Harrisově papyru , sestaveného k datu úmrtí Ramesse III. pro jeho nástupce Ramesse IV. Je z něj patrné, že chrám Amona v Thébách vlastnili ~80% veškerého majetku oproti ostatním chrámům. Za dalších faraonů 19. dynastie se majetek chrámu Amona v Thébách dále rozhojňoval a s tím i mocenské ambice vládnoucí vrstvy veleknězů, kteří za vlády Ramesse XI. zastávali i významné funkce v rámci celé říše. Docházelo k násilným vzpourám a rabování.  O stoupající moci kněží v Thébách vypovídají i zápisy v zádušním chrámu Karnaku Ramesse III. a VI. Jedním, který se na uchopení moci v Thébách ještě za vlády Ramesse XI. snažil, byl velekněz Amenhotep, otec příštího krále v Thébách Hrihora.

## Hrihor král

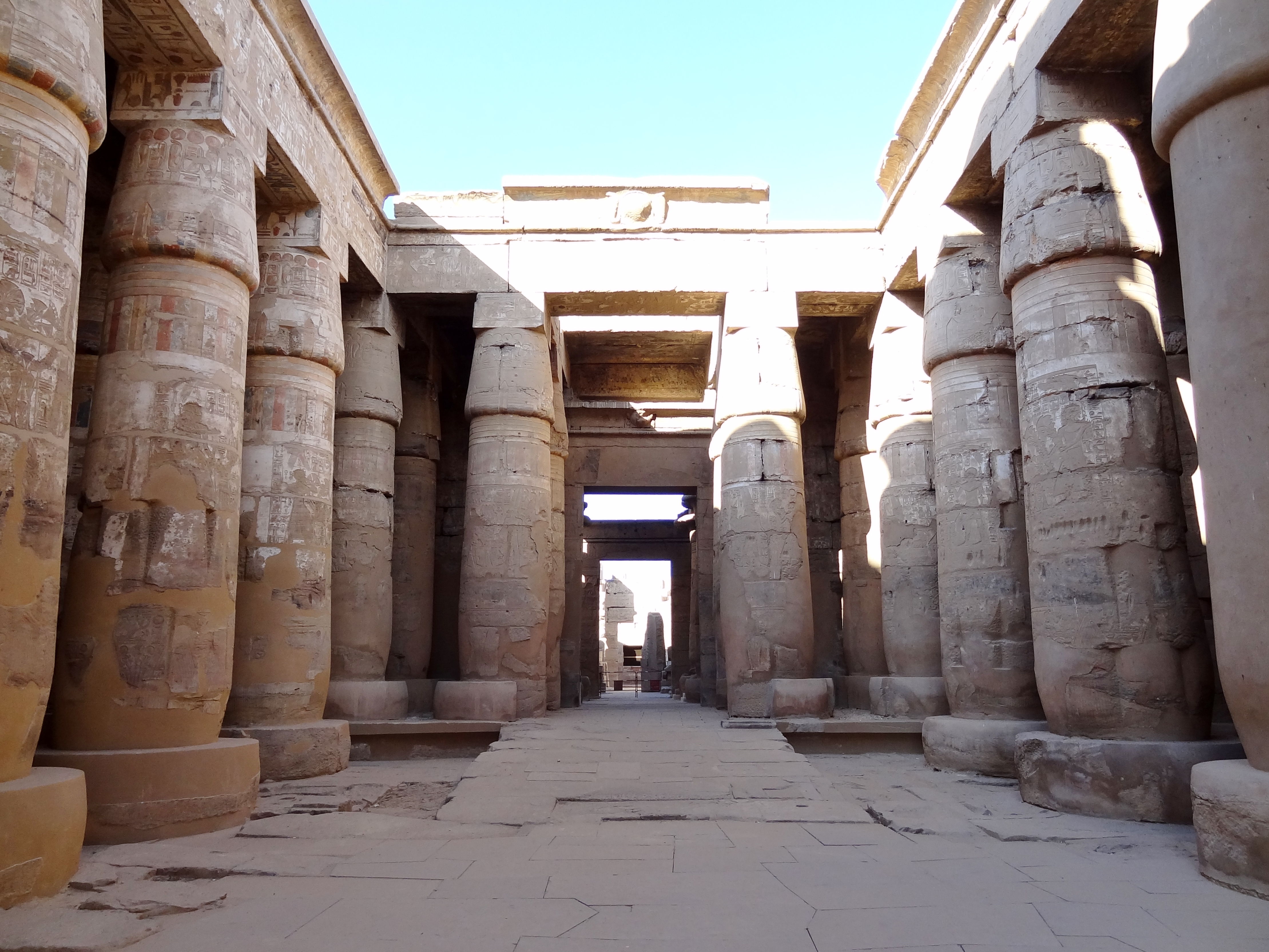
Kolonáda chrámu Chnuma, Karnak

Postava Hrihora se objevuje v 5. roce vlády Ramesse XI., kdy Hrihor jako vezír vysílá kněze Wenamona do Libanonu pro cedrové kmeny na výstavbu sluneční bárky pro boha Amona. Cestopisnou zprávu Wenamona opět přijal Hrihor. Podle Černého je jeho jméno „Horus je vládce“ v historii poměrně řídce se vyskytující a relativně skromného původu. V onom období je Hrihor titulován jako vojenský velitel – generál. V paláci Chnuma v Karnaku  dokončil stavbu sloupového sálu, zahájenou Ramesse XI., sál a pylon již dokončil sám. Na stěně je o tom zápis:
| „                 | Velekněz Amona-Re, krále bohů, vrchní velitel armád jihu a severu, Hrihor vítězný vůdce zbudoval monument pro „Dům boha Khonsu v Thebách, ‚krásný odpočinek'“ … On oproti dřívějšku zdvojnásobil denní obětiny, ostatní bohové Théb se radují z tohoto svátku… | “ |
| — Breasted §609 … | |   |

V 10. roce vlády Ramesse XI. Hrihor ovládl Théby a prohlásil se králem. Epigrafie scén na stěnách chrámu Chnuma dokumentuje jeho vzestup vyznačenými královskými ikonografickými atributy, kartuší s jeho jménem, přehozem z leopardí kůže a zároveň jeho pozicí velekněze Amona. Na scéně jeho korunovace je zobrazen s korunou Horního i Dolního Egypta. Nicméně se uvádí, že Hrihor zemřel ~ 16.–17. roce vlády Ramesse XI. Zároveň se v té době o moc ucházel Hrihorův švagr nebo variantně zeť Paiankhi (Payankhi), který je uváděn také jako generál a vícekrát Nubie. Navíc, jak prokázala epigrafie scén v chrámu Chnuma, zobrazení Hrihora jsou přetesáním poničena. Je otázkou, která se egyptology stále diskutuje, kdo byl původcem odstranění obrazů a jména Hrihora. Převažuje názor, že to byl právě zakladatel 21. dynastie Paiankhi nebo jeho syn Pinudjem I. (1070–1032 př. n. l.). Podobné změny byly identifikovány také v Luxorském chámu.